# Rhipsalideae
Rhipsalideae és una tribu que pertany a la família de les cactàcies en la subfamília de les cactòidies.

## Descripció
Les Rhipsalideae són epífites o litòfites, generalment penjants, rarament enfiladisses o arbustos. La tija és segmentat, arrodonida o plana, les arèoles estan enfonsades. Les petites flors neixen en les parts laterals de la planta, són diürnes, però també estan obertes a la nit. Els fruits, generalment de petites baies, són carnoses.

## Distribució
Les plantes d'aquesta tribu són originàries principalment de les regions orientals d'Amèrica del Sud. Algunes espècies també es troben al centre i nord d'Amèrica. Una espècie, Rhipsalis baccifera, també està present al Vell Món.

## Gèneres
Té els següents gèneres: 
- Hatiora - 8 espècies acceptades
- Lepismium - 8 espècies acceptades
- Rhipsalis - 52 espècies acceptades
- Schlumbergera - 7 espècies acceptades[1]